# Emser Berg
Der Emser Berg im Habichtswälder Bergland ist ein 446,5 m ü. NHN hoher Berg bei Bad Emstal im nordhessischen Landkreis Kassel, Deutschland.

## Geographie

### Lage
Der nahezu vollständig bewaldete Emser Berg befindet sich im Naturpark Habichtswald, im Südteil der Hinterhabichtswälder Kuppen, zwischen der Kernstadt von Niedenstein im Osten und den Bad Emstaler Ortsteilen Sand im Nordwesten und Merxhausen im Südwesten. Sein Gipfel liegt im äußersten Osten der Gemarkung von Sand – etwa 1,4 km südöstlich von Sand, 1,4 km nordöstlich von Merxhausen, knapp 2,5 km westlich der Niedensteiner Kernstadt und 2,1 km nordwestlich des Niedensteiner Ortsteils Wichdorf. Ein Teil der Berghänge im Norden, Osten und Süden gehört zur Gemarkung Niedenstein im Schwalm-Eder-Kreis. Etwa 1,5 km nordöstlich erhebt sich der Berg Altenburg (450,7 m) mit Resten der vorgeschichtlichen Burganlage Altenburg. Etwa 3 km östlich erhebt sich der Niedensteiner Kopf (475 m) mit dem Aussichtsturm Hessenturm.
Die Ems fließt entlang der Nordwest-, West- und Südwestflanke des Emser Bergs und dabei durch Sand und Merxhausen. Etwa 2,5 km südlich des Gipfels und 250 m nördlich der ehemaligen Weißenthalsmühle, nimmt sie die von Osten herankommende Wiehoff auf, die zuvor zwischen dem Emser Berg und dem Niedensteiner Kopf durch die Niedensteiner Kernstadt und dann durch Wichdorf geflossen ist.
Die Landesstraße 3220 von Sand über Merxhausen nach Wichdorf verläuft im Nordwesten, Westen und Süden am Fuß des Berges entlang.

### Naturräumliche Zuordnung
Der Emser Berg gehört in der naturräumlichen Haupteinheitengruppe Westhessisches Berg- und Senkenland (Nr. 34) und in der Haupteinheit Habichtswälder Bergland (342) zur Untereinheit Hinterhabichtswälder Kuppen (342.2).

## Geschichte
Am Nordhang des Berges befand sich im Mittelalter eine kleine Dorfsiedlung, und der Berg fand urkundlich erstmals im Jahre 1335 Erwähnung, als Heinrich von Wolfershausen seinen Hof in Emserberg an Konrad Wackermaul aus Wichdorf verkaufte.